# Corpach

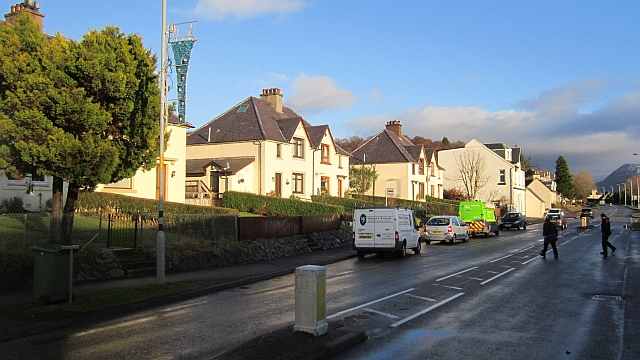
Straße durch Corpach

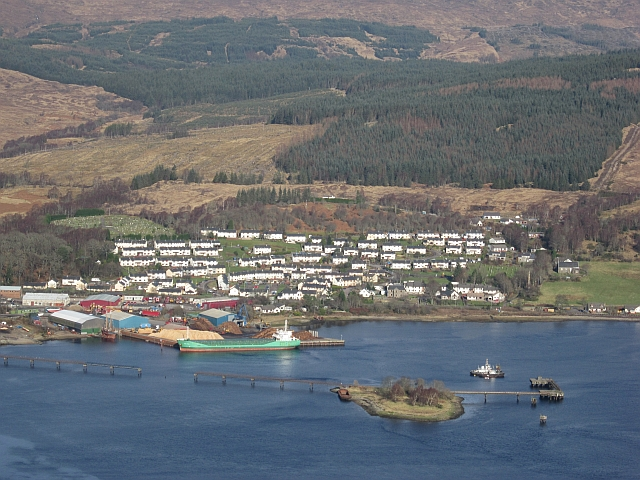
Blick über den See auf Corpach

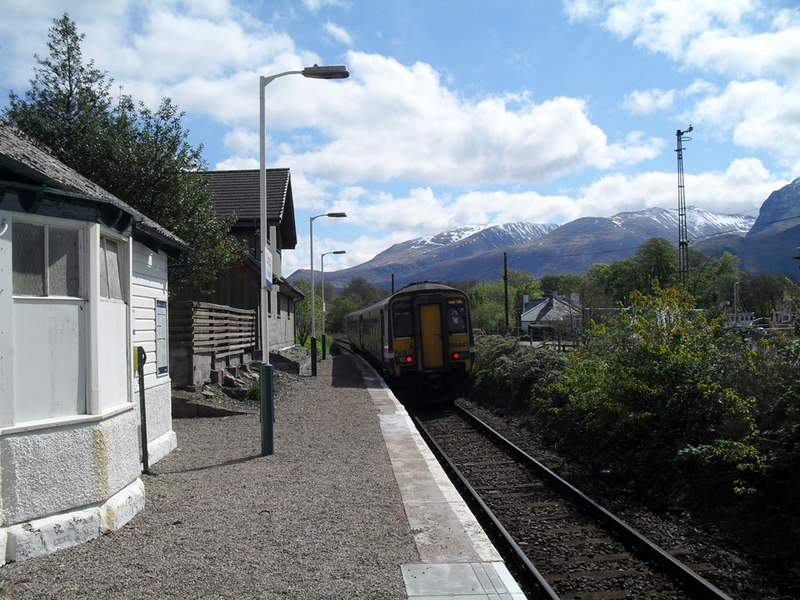
Bahnhof Corpach

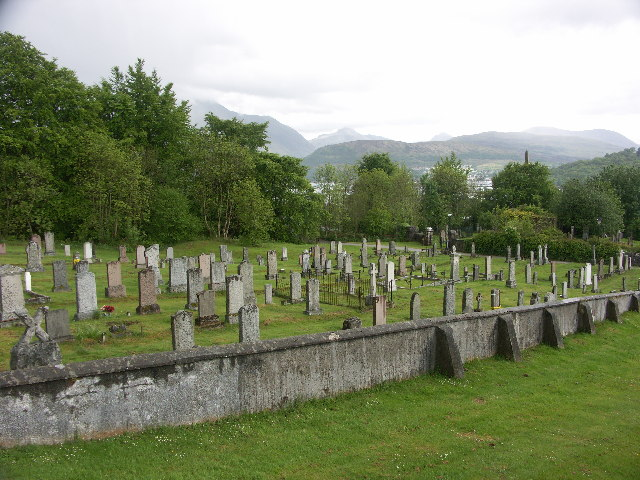
Der alte Friedhof in Corpach

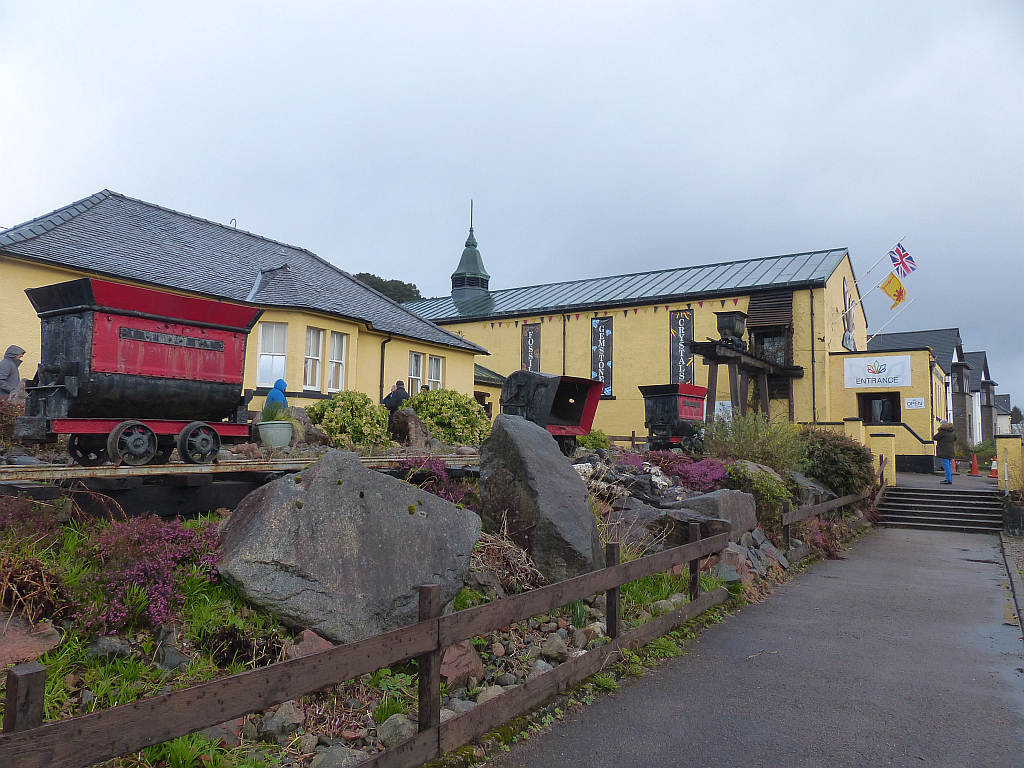
Museum in Corpach

Corpach, schottisch-gälisch: A’ Chorpaich, ist eine Ortschaft, die südwestlich von Inverness in der Council Area Highland im Norden von Schottland liegt. Im Rahmen der historischen Gliederung Schottlands in Civil Parishes zählt es zu Kilmallie, das zu Inverness-shire gehörte.

## Geographie
Corpach liegt nördlich von Fort William am obersten Ende des Sees Loch Linnhe, unmittelbar westlich der Einmündung des Kaledonischen Kanals.

## Verkehr
Verkehrstechnisch zu erreichen ist Corpach über die von Fort William nach Mallaig führende A830. Sie bildet zugleich die zentrale Achse des Ortes. Parallel zu ihr verläuft, auf derselben Relation, die West Highland Line, an der Corpach einen Bahnhof hat.

## Wirtschaftliches
Wirtschaftlich von Bedeutung ist in der Umgebung geschlagenes Holz. Zwischen 1965 und 1980 bestand eine Papiermühle, außerdem, bis 2005, ein Zellstoffwerk. Vor dem Ort liegen im See drei kleinere Inseln, an deren westlichster die Möglichkeit zum Be- und Entladen von Schiffen geschaffen wurde. 

## Historisch Bedeutsames
Um das Jahr 1470 kam es zur Schlacht von Corpach zwischen den Clans der MacLeans und der Camerons.
Das um 1820, vermutlich nach einem Entwurf von Thomas Telford, erbaute Kilmallie House steht unter Denkmalschutz. Dies gilt auch für den 1816 errichteten Obelisken, die 1783 erbaute Kirche des Ortes sowie die Reste des benachbart stehenden Vorgängerbaus mit dem sie umgebenden Friedhof.
1918, in der Endphase des Ersten Weltkrieges, wurden in Corpach Schiffe beladen, um sie im Zuge der Nordsee-Minensperre einzusetzen. Während des Zweiten Weltkrieges war Corpach von 1940 bis 1944 Sitz einer Trainingseinheit für Marinesoldaten, dem Boot HMS St Christopher.
In Corpach hatte eine katholische Kirche bestanden. Nach ihrer Auflösung um 2000 wurde sie Sitz eines Museums. Das Treasures of the Earth beinhaltet eine ausgedehnte Sammlung geologischer Objekte wie etwa Kristallen, Edelsteinen und Fossilien.